# Бровко Петро Федорович
Бровко́ Петро Федорович (нар. 26 липня 1949, село Іванково, Чернігівська область, Українська РСР) — радянський географ, громадський діяч професор кафедри географії і стійкого розвитку геосистем ДСДУ.

## Освіта
В 1971 році закінчив Далекосхідний державний університет. В аспірантурі навчався в МДУ імені М. В. Ломоносова, працюючи паралельно в Далекосхідному державному університеті. В 1990 року захистив докторську дисертацію.

## Науково-педагогічна кар'єра
- з 1971 по 1982 — молодший науковий співробітник, старший викладач кафедри фізичної географії;
- з 1975 — науковий керівник Берегового дослідницького центру ДСДУ
- з 1978 — член робочої групи морські береги «Світовий океан»
- с 1982 — доцент по кафедре морской геології и геоморфології ДВГУ
- з 1983 — член Вченої ради 
Товариства вивчення Амурського краю
- з 1992 — організував і став завідувачем кафедри географії країн Тихоокеанського регіону, яка працювала до 2011 року.
- з 1998 — замісник голови Товариства вивчення Амурського краю
- з 1999 — за сумісництвом професор кафедри географії Сахалінський Державний університет
- з 2005 по 2015 — голова Приморського відділення російського географічного товариства
- з 2011 — професор кафедри географії та стійкого розвитку геосистеми, член вченої ради, курівник магістратури.

Голова та член редколегії чотирьох наукових журналів.

## Наукова діяльність
Автор більше 200 наукових робіт, 12 атласів, монографій та навчальних посібників. Вивчав морський берег Вьєтнаму, США, Японії та інших країн. Провів більше 20 берегових і морських експедицій на Сахаліні та Курильських островах.

## Експедиції
Брав участь та керував 23 береговими експедиціями на Далекому Сході, 12 морськими експедиціями в Тихому та Індійському океані, географічні експедиції, мандрівки та екскурсії в 26 країн Європи, Азії, Африки, Америки.

## Захоплення
Петро Федорович володіє найбільшою колекцією водоспадів (фотографії, марки, листівки, календарі, етикетки, банкноти). З 1977 року почав збирати цю колекцію, в якій налічується більше 2 тисяч експонатів.